# Atti di Carpo, Papilo e Agatonica
Gli Atti di Carpo, Papilo e Agatonica sono il racconto di un martirio sofferto da tre cristiani sotto l'impero romano: mentre essi stavano passando per Pergamo, furono scoperti dalle autorità pagane della città e messi a morte da essi. La data del testo è disputata tra gli studiosi biblici, e va dal secondo secolo d.C. durante il regno di Marco Aurelio al terzo secolo d.C. durante il regno di Decio.

## Storia del martirio
Carpo, un vescovo di Gurdos, in Lidia, Papilo, un diacono di Thyatira e la sorella di Papilo, Agatonica, all'epoca si trovavano insieme a Pergamo. Mentre erano presenti nella città, il governatore romano Pergamos li invitò a mangiare la carne che veniva offerta agli idoli. Comprendendo ciò, sia Carpo che Papilo rifiutarono perché erano cristiani. Dopo essere stati interrogati, il governatore e l'avvocato della città chiamato Optimus ordinarono loro di sacrificare ai loro dei in nome dell'imperatore. Carpo fu il primo a rifiutare gli ordini del difensore a causa della sua fede cristiana. Il consigliere ordinò la sua morte per impiccagione dopo essere stato graffiato da vivo. Papilo, un ricco cittadino romano, seguì le orme di Carpo subendo la stessa morte e le stesse torture, mentre Agatonica si suicidò dopo la morte dei primi due.

## Il ruolo di Agatonica nelle diverse versioni degli atti
Prima donna conosciuta per essere stata martirizzata nelle opere scritte di Eusebio di Cesarea, Agatonica fu testimone della morte di suo fratello Papilo e del vescovo Carpo. La sua morte è presentata in modo diverso nelle versioni greca e latina degli atti. La versione greca del testo di Eusebio presenta Agatonica come una spettatrice tra la folla: mentre essa osservava inorridita la morte di Carpo, Agatonica si gettò nuda nella pira infuocata. Nonostante lo sforzo della folla di persuaderla per amore di suo figlio, essa urlò contro di loro chiarendo che Dio avrebbe avuto pietà di suo figlio. La versione latina è stata definita come una narrazione più lunga e dettagliata. Invece di spettatrice, Agatonica è qui una testimone chiave nel processo di Carpo. Durante il processo, essa si spogliò nuda e la folla si stupì per la sua azione e la sua bellezza. Dopo che Carpo venne messo a morte, le fu ordinato di sacrificare ai loro dei. Essa rifiutò di farlo, anche se la folla cercava di convincerla per i suoi figli, ma lei chiarì loro che Dio avrebbe vegliato sui suoi figli. Essa fu messa a morte per impiccagione e poi bruciata.

## Manoscritti e possibili date di paternità
Gli unici manoscritti conosciuti degli Atti di Carpo, Papilo e Agatonica sono redatti in greco e in latino (versione più lunga). Eusebio pone la loro persecuzione durante il regno di Marco Aurelio, e alcuni studiosi della Bibbia assegnano quindi al martirio una data nel corso del secondo secolo d.C. Tuttavia, lo stile della versione latina fa piuttosto pensare al regno di Decio, durante il terzo secolo d.C.: a causa di queste differenze, gli studiosi non sono stati in grado di stabilire una data univoca.